# 愛の星 (ANKHの曲)
「愛の星」（あいのほし）は、ANKHの楽曲。1981年3月に、フォーライフ・レコードから発売されたスプリットシングル「鉄腕アトム / フウムーン」に収録されている。

## 概要
『愛の星』は、1980年に、日本テレビ系『24時間テレビ 「愛は地球を救う」』内のスペシャルアニメとして制作された『フウムーン』挿入歌に起用された。

## 収録曲（鉄腕アトム / フウムーン）
| #  | タイトル                                  | 作詞       | 作曲     | 編曲     |
| -- | ----------------------------------------- | ---------- | -------- | -------- |
| 1. | 「鉄腕アトム」(アトムズ)                  | 谷川俊太郎 | 高井達雄 |          |
| 2. | 「未来に向って -ニュー鉄腕アトム-」(ANKH) | 手塚治虫   | 三枝成章 | 三枝成章 |
| 3. | 「愛の星」(ANKH)                          | 山川啓介   | 大野雄二 | 大野雄二 |
| 4. | 「フウムーンのテーマ」(大野雄二)          |            | 大野雄二 | 大野雄二 |